# Dansez maintenant
Dansez maintenant is een single van de Nederlander Dave. Het is afkomstig van zijn album Trop beau.
Dansez maintenant is gebaseerd op een versnelde versie Moonlight serenade uit 1939 van Glenn Miller (muziek) en Mitchell Parish (tekst). De partner en tekstschrijver van Dave Patrick Loiseau schreef er een Franse tekst bij. Er zijn circa 3,5 miljoen singles van verkocht in vooral Nederland, België en Frankrijk.

## Hitnotering
Dave werd soms van de eerste plaats afgehouden door George Baker Selection met Morning sky. Het lied stond achttien weken in de Franse hitparade en haalde daarin de vierde plaats.

### Nederlandse Top 40
Het werd hier eerst verkozen tot alarmschijf.
| Positie: | 14 | 3 | 2 | 1 | 1 | 3 | 9 | 24 | 40 | uit |

### NederlandseNationale Hitparade
| Positie: | 11 | 4 | 2 | 2 | 2 | 6 | 14 | 16 | uit |

### BelgischeBRT Top 30
| Positie: | 17 | 13 | 14 | 2 | 2 | 1 | 3 | 6 | 18 | 19 | uit |

### VlaamseUltratop 30
| Positie: | 22 | 10 | 7 | 3 | 2 | 2 | 3 | 5 | 9 | 19 | uit |

### NPO Radio 2 Top 2000
| Nummer met noteringen in de NPO Radio 2 Top 2000 | '99  | '00  |
| ------------------------------------------------ | ---- | ---- |
| Dansez maintenant                                | 1908 | 1825 |

1. ↑  Een vetgedrukt getal geeft de hoogste notering aan.
2. ↑  Deze tabel is bijgewerkt tot en met de laatste editie (2024).